# Sandra Dahlberg
Maria Sandra Marlene Dahlberg (Klimpfjäll, 13 marzo 1979) è una cantante svedese di etnia sami, divenuta famosa nel 2003 per la sua partecipazione al talent show Fame Factory.

## Biografia
Sandra Dahlberg è nata in un piccolo villaggio nell'entroterra del nord della Svezia. Tra il 1995 e il 1998 ha frequentato un istituto superiore per estetiste nella vicina cittadina di Lycksele, dove ha anche seguito corsi di musica. Tra il 2002 e il 2003 ha frequentato la facoltà di Comunicazione all'Università di Umeå.
Nel 2003 Sandra ha preso parte alla terza edizione del talent show svedese Fame Factory, che ha lanciato la sua carriera di cantante. Il suo singolo di debutto, Kom hem hel igen, è uscito all'inizio dell'anno successivo e ha raggiunto il primo posto nella classifica svedese.
Nel 2004 ha inoltre partecipato a Melodifestivalen, la selezione nazionale svedese per l'Eurovision Song Contest, con Här stannar jag kvar. Dopo essere risultata la preferita dal pubblico nella sua semifinale, ha cantato nuovamente il suo pezzo nella finale del 20 marzo. Qui ha ottenuto 8 punti dalle giurie regionali, risultando nona su dieci partecipanti, e 11 dal televoto, con 82.492 voti dal pubblico, il settimo numero più grande della serata. Con un totale di 19 punti, Sandra si è classificata ottava. Il suo brano ha raggiunto l'ottavo posto nella classifica svedese ed è stato seguito dall'album di debutto, anch'esso intitolato Här stannar jag kvar, che si è posizionato al diciassettesimo posto nella classifica degli album più venduti in Svezia.
Sandra ha fatto ritorno a Melodifestivalen nel 2006 con il brano Jag tar det jag vill ha, ma è stata eliminata nelle semifinali. Il singolo ha comunque raggiunto il quinto posto in classifica in Svezia.
Nell'estate del 2008 ha condotto il programma Hej hej sommar trasmesso su SVT, mentre nel 2009 ha partecipato come concorrente al reality show Hjälp! Jag är med i en japansk TV-show su TV4. Nello stesso anno ha inoltre pubblicato un nuovo brano, Ta på mig.

## Vita privata
Sandra Dahlberg ha partorito il suo primo figlio, Vilmer, nel 2007. Il padre è il cantante Jimmy Jansson, che ha iniziato a frequentare quando anche lui era partecipante alla terza stagione di Fame Factory, fino alla conclusione della loro relazione nel 2010. Nel 2014 ha avuto la seconda figlia, Blända, con Mathias Singh, cantante del gruppo Star Pilots. La famiglia vive nel quartiere Bandhagen a Stoccolma.

## Discografia

### Album in studio
- 2004 – Här stannar jag kvar

### Singoli
- 2004 – Kom hem hel igen
- 2004 – Här stannar jag kvar
- 2006 – Jag tar det jag vill ha